# Héraklész (Alexandrosz fia)
Héraklész (görög betűkkel Ἡρακλῆς, i. e. 327? – Aigai, i. e. 309) III. Alexandrosz makedón király és Barsziné fia. Nevét a makedónok mitikus őséről, Héraklészről kapta, tiszteletadásként az argeadák előtt, akiket Héraklész ükunokái leszármazottainak tartottak. Van olyan elképzelés is, miszerint Héraklész nem volt Alexandrosz fia, hanem valaki mástól szülte Barsziné. Arrianus nem említi Héraklészt, Plutarkhosz és Iustinus igen, de az apa személye nélkül. Ennek némiképp ellentmondanak halálának körülményei.
Alexandrosz halála után Kasszandrosz kihasználta IV. Alexandrosz kiskorúságát hatalmi vágyainak eléréséhez. Makedónia sztratégosza lett azzal a kikötéssel, hogy IV. Alexandrosz nagykorúsága idején le kell tennie a hatalmat. Ez i. e. 310-ben következett volna be. Ekkor Kasszandrosz megmérgezte IV. Alexandroszt és anyját, majd III. Alexandrosz minden lehetséges törvényes és törvénytelen utódját is eltette az útból. Barszinét és az akkor körülbelül 17 éves Héraklészt Polüperkhón és Antiokhosz segítségével Makedóniába hozatta. Polüperkhón mintegy 20 000 fős sereggel Pergamonban Kasszandrosz ellen készült – szintén kihasználva Héraklész származását –, de végül kiegyezett Kasszandrosszal és Héraklészt az anyjával együtt kiszolgáltatta Kasszandrosznak, aki i. e. 309-ben meggyilkolta őket.
Héraklész valójában egyetlen pillanatig sem számított szóba jöhető örökösnek, mivel Barsziné nem volt Alexandrosz törvényes felesége. Kasszandrosz úgy járt el, ahogyan két évtizeddel korábban Alexandrosz kezdte az uralkodását, aki saját féltestvéreit záratta be vagy ölette meg, amikor trónra került. 2008-ban Aigai főterének ásatásán egy aranyedényben kamaszkorú gyermek csontvázát találták a görög régészek. Konkrét bizonyíték ugyan nincs rá, de ezt a sírt Héraklész nyughelyének tartják.